# Władysław Dudrewicz
Władysław Edmund Dudrewicz (ur. 17 listopada 1835 w Warszawie, zm. 17 marca 1872 w Puławach) – polski chemik.

## Życiorys
Syn lekarza pediatry, Jana Dudrewicza i Matyldy z domu Carnée. Był najstarszy z braci. Młodszy Ignacy został księdzem, najmłodszy Leon pediatrą i antropologiem. Matka zmarła, kiedy miał 8 lat. 
Początkowo kształcił się w gimnazjum realnym, następnie uczęszczał na dwuletni kurs farmaceutyczny. Uzyskując stopień naukowy magistra farmacji udał się na dalsze studia do Paryża. Otrzymawszy tam tytuł doktora chemii i powrocie z zagranicy pracował od 1862 roku będąc profesorem chemii w Instytucie Agronomicznym w Marymoncie, w Instytucie Gospodarstwa Wiejskiego i Leśnictwa. W roku 1864 został powołany na stanowisko profesora nadzwyczajnego chemii w Szkole Głównej Warszawskiej. W roku 1867 uzyskał stopień naukowy profesora zwyczajnego. Od 1870 roku był starszym profesorem chemii w Instytucie Gospodarstwa Wiejskiego i Leśnictwa w Puławach. 
Publikował prace naukowe z dziedziny chemii w językach polskim i francuskim. Był jednym z współpracowników „Encyklopedii rolniczej”.

## Życie prywatne
Ożenił się 19 listopada 1861 z Marią Teofilą Żukrowską, córką kasjera Banku Polskiego.